# Vernosc-lès-Annonay
Vernosc-lès-Annonay – miejscowość i gmina we Francji, w regionie Owernia-Rodan-Alpy, w departamencie Ardèche.
Według danych na rok 1990 gminę zamieszkiwało 1527 osób, a gęstość zaludnienia wynosiła 95 osób/km² (wśród 2880 gmin regionu Rodan-Alpy Vernosc-lès-Annonay plasuje się na 560. miejscu pod względem liczby ludności, natomiast pod względem powierzchni na miejscu 708.).